# Hit Mania 2006
Hit Mania 2006 è una compilation di artisti vari facente parte della serie Hit Mania.
La compilation è mixata dal dj Mauro Miclini.

## Tracce
1. Martin Solveig – Jealousy – 3:18
2. Pain & Rossini – Hands Up Everybody – 3:35
3. Tom Novy – Your Body (feat. Michael Marshall) – 3:00
4. Bob Sinclar – Love Generation (feat. Gary Pine) (Antoine Clamaran rmx) – 3:07
5. Tiga – You Gonna Want Me – 3:08
6. Mylo vs. Miami Sound Machine – Doctor Pressure (Maan Extended Version) – 3:31
7. Roger Sanchez – Turn On The Music (feat. GTO) (Axwell rmx) – 3:44
8. Oscar G & Ralph Falcon – Dark Beat 2005 – 2:35
9. Joey Negro – Make A Move On Me – 2:51
10. Dave McCullen – B*tch – 2:40
11. Simply Red – Perfect Love (Motivo Hi-Lectro Mix) – 3:33
12. The Rivera Project – Some Kind Of Heaven (feat. Laura Vane) (Riccardo Piparo Rmx Radio) – 2:58
13. Oceandrive – To Dance – 3:19
14. Cerrone – Supernature (feat. She Belle) (David Guetta rmx) – 2:42
15. Sugababes – Push The Button (feat. Psycho Radio rmx) – 2:57
16. Mic-Line – Call Me Later – 2:57
17. X-Press 2 – Give It (feat. Kurt Wagner) – 3:29
18. Beats and Styles – Dance Dance Dance (feat. Mc Scholar & Milla) – 2:58
19. Franz Ferdinand – Do You Want To – 3:31
20. The Rasmus – No Fear – 4:01
21. Zero Assoluto – Semplicemente (Provenzano Dj rmx) – 3:31
22. John Cena & Tha Trademarc – Bad, Bad Man – 3:29
23. Haiducii – I Love You More And More (Promo Preview) – 1:26

Durata totale: 72:20